# رودريغو دا كوستا
رودريغو دا كوستا هو لاعب كرة قدم برازيلي في مركز مهاجم ‏، ولد في 16 أغسطس 1993 في ريو دي جانيرو في البرازيل.